# Померли в лютому 2013
|  | Службовий список статей, створений для координації робіт з розвитку теми. Це попередження не встановлюється на інформаційні списки і глосарії. |

Це список значимих людей, що померли 2013 року, упорядкований за датою смерті. Під кожною датою перелік в алфавітному порядку за прізвищем або псевдонімом.
Смерті значимих тварин та інших біологічних форм життя також зазначаються тут.
Типовий запис містить інформацію в такій послідовності:
- Ім'я, вік, країна громадянства і рід занять (причина значимості), встановлена причина смерті і посилання.

## Лютий
28
- Дональд Артур Глазер, 86, американський фізик і нейробіолог, лауреат Нобелівської премії з фізики «За винахід бульбашкової камери» (1960).
- Абдельхамід Абу Зейд, один з ватажків угруповання « Аль-Каїда» в Малі, фанатик-терорист; убитий  [Архівовано 14 березня 2013 у Wayback Machine.].
- Кузищин Василь Іванович, 82, російський історик, доктор історичних наук, професор Московського державного університету .
- Жан Марсель Оноре, 92, французький кардинал, Архієпископ Тура (1988—2007)  [Архівовано 14 листопада 2013 у Wayback Machine.].

27
- Стефан Ессель, 95, французький дипломат, правозахисник, колишній розвідник та боєць французького Руху Опору.[1]

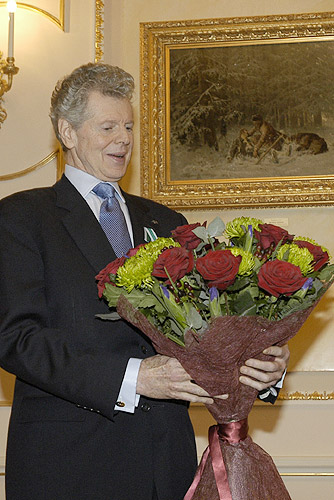
Ван Кліберн

- Ван Кліберн, 78, американський піаніст, рак кісток[2]
- Арутюнян Бабкен Арутюнович, 71, вірменський історик, член-кореспондент Національної академії наук Республіки Вірменія, професор Єреванського державного університету[3].
- Марія Аскеріно, 87, іспанська актриса[4][5].
- Рамон Деккерс, 43, голландський тайбоксер, восьмиразовий чемпіон світу з муай тай.[6]
- Імант Зієдоніс, 79, латиський поет[7]
- Дайл Робертсон, 89, американський актор[8] .
- Адольфо Сальдівар Ларраін, 69, чилійський політик, юрист, посол в Аргентині (2010—2013), голова Сенату (2008—2009).[9]
- Сорочинський Георгій Олегович, 75, заслужений тренер України з плавання[10].
- Ефендієв Огтай Абдулькерім оглу, 86, азербайджанський історик, член-кореспондент[11].

26
- Сергачов Віктор Миколайович, 78, радянський та російський актор, Народний артист Росії.
- Марі Клер Адольфо, 86, французька органістка[12].
- Костенко Кирило Віталійович, 41, мер Сімеїзу (Крим, Україна); убитий[13].

25
- Мілан Велимирович, 60, югославський, сербський шахіст, міжнародний гросмейстер з шахової композиції.[14]
- Висоцький Михайло Степанович, 85, білоруський автоконструктор, академік НАН Білорусі, Герой Білорусі (2006)[15]
- Кармен Монтехо, 87, мексиканська акторка[16][17].

23
- Толстой Лев Миколайович, 77, почесний кримчанин, генерал-майор.

22

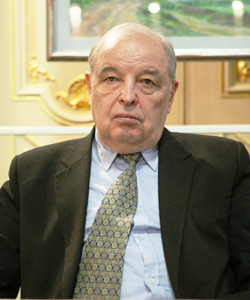
Сингаївський Микола Федорович

- Сингаївський Микола Федорович, 76, український поет, автор пісні «Чорнобривці».
- Вольфганг Завалліш, 89, німецький диригент, піаніст, лауреат численних нагород.

21
- Шулятицький Юрій-Йосип Йосипович, 70, український футбольний тренер та функціонер.
- Герман Олексій Юрійович, 74, радянський і російський кінорежисер, сценарист, актор і продюсер.
- Гассе Єппсон, 87, шведський футболіст, нападник, бронзовий призер чемпіонату світу.

19
- Роберт Колман Річардсон, 75, американський фізик-експериментатор, лауреат Нобелівської премії.

18
- Еппель Веніамін Леонардович, 42, український літературознавець.
- Кевін Оєрс, 68, британський музикант, композитор.

17
- Мінді МакКріді, 37, американська кантрі співачка, самогубство.
- Наконечний Микола Петрович, 50, міський голова міста Христинівка.

16
- Померанц Григорій Соломонович, 94, російський філософ, культуролог і письменник
- Тоні Шерідан, 72, британський співак
- Ерік Еріксон, 94, шведський хоровий диригент та викладач музики.

15
- Азаров Борис Іванович, 62, український режисер, директор театру ляльок у Сімферополі.
- Казанець Іван Павлович, 94, партійний і державний діяч СРСР, Голова Ради Міністрів УРСР (1963—1965).

14
- Олександр Гудзоватий, 74, польський підприємець, мільярдер.

13
- Незнанський Фрідріх Євсеєвич, 80, російський публіцист і письменник.

12
- Удовенко Геннадій Йосипович, 81, український дипломат і політик, голова Народного руху України, народний депутат 3-5 скликань, міністр закордонних справ України.

11
- Вігдергауз Павло Ісаакович, 87, український архітектор, лауреат Державної премії СРСР, колишній Головний архітектор м. Донецька.
- Вяхирєв Рем Іванович, 78, російський підприємець, колишній голова російського «Газпрому».
- Масленнікова Ірина Іванівна, 94, радянська, українська і російська оперна співачка.

8
- Надольський Йосип Емілович, 51, український вчений, дослідник депортацій в західних областях України в 1939—1953.
- Турянин Федір Васильович, український музикант, заслужений діяч мистецтв України.

7
- Корж Олександр, 56, український режисер-постановщик, сценарист, викладач Державної Академії керівних кадрів культури і мистецтв України, причина смерті — рак.

5
- Базилевич Олександр Олексійович, 61, український художник, ішемічна хвороба серця.[18]
- Стюарт Фріборн, 98, британський гример.
- Шейко Петро Володимирович, 68, український аграрій та політик.

3 лютого
- Фельцман Оскар Борисович, 91, радянський композитор, народний артист Росії.

1 лютого
- Ед Коч, 88, американський політик, обирався на посаду мера Нью-Йорка тричі з 1978 по 1989.